# Oncideres magnifica
Oncideres magnifica es una especie de escarabajo longicornio de la subfamilia Lamiinae. Fue descrita científicamente por Martins en 1981.
Se distribuye por Brasil y Guayana Francesa. Posee una longitud corporal de 21,5 milímetros. El período de vuelo de esta especie ocurre en los meses de enero, febrero, junio, agosto y septiembre.